# Rutan Solitaire
Pour les avions de nom similaire, voir Rutan.
Dimensions
Le Rutan Solitaire est un avion motoplaneur canard monoplace américain en matériau composite dessiné par Burt Rutan (model 77) pour la construction amateur.
Ce modèle a remporté le « Sailplane Homebuilders Association Design Contest » en 1982.

## Description
Plan canard envergure 4,48 m portant les gouvernes de profondeur (contrôle en tangage)
Aile démontable en deux éléments, envergure 12,70 m (aile droite, sans flèche) portant des aérofreins (contrôle de la pente) et des ailerons (contrôle en roulis). Profil emplanture Roncz 517, extrémité Roncz 515. 
Queue portant la dérive (plan fixe vertical et gouverne de direction)
Pilote au CG, accès à bord en basculant la verrière. Manche central (et non latéral comme sur beaucoup d'avions de Rutan).
Train fixe, roues semi-encastrées dans le fuselage.
Moteur rétractable dans le fuselage, monté sur un mât pivotant. 

Puissance variable selon moteurs, 18 à 25 ch (KFM 107), hélice diamètre 0,90 m